# Mischa Damjan
Mischa Damjan (geboren 4. November 1914 in Skopje, Königreich Serbien; gestorben 29. November 1998) war ein jugoslawisch-schweizerischer Kinderbuchautor und unter seinem bürgerlichen Namen Dimitrije Sidjanski Verleger des NordSüd Verlags in der Schweiz.

## Leben
Dimitrije Sidjanski wuchs in Belgrad auf, studierte dort und an der Sorbonne in Paris Rechtswissenschaft und war in Jugoslawien als Anwalt tätig. Nach dem deutschen Überfall auf Jugoslawien kam er 1942 in deutsche Kriegsgefangenschaft, aus der er kurz vor Kriegsende in die Schweiz fliehen konnte. Dort begann er erste Kurzgeschichten und Romane zu schreiben. 1949 lernte er seine Frau Brigitte (* 1931) kennen, mit der er zunächst in die USA auswanderte, fünf Kinder hatte und 1961 den Nord-Süd-Verlag in Gossau im Kanton Zürich gründete. In dem Verlag erschien als erstes Buch sein Kinderbuch Der Clown sagte Nein mit Illustrationen des Schweizer Glasmalers Gian Casty, das er als einziges Buch seines Verlages auf der Frankfurter Buchmesse ausstellte und damit Erfolg hatte. 1979 zog sich Sidjanski aus dem Verlag zurück, um sich als Mischa Damjan ganz dem Schreiben zu widmen. Das Verlagsgeschäft übernahm der Sohn Davy Sidjanski, seine Frau blieb dort Cheflektorin.
Damjan schrieb mehr als zwanzig Bücher für Kinder und Erwachsene und hat vornehmlich Bilderbuchtexte und Geschichten geschaffen, in denen er Umwelterlebnisse, Tiere, Fantastisches und Märchenhaftes unterbrachte. Sein Pseudonym hatte er aus den Vornamen seiner ersten Söhne gebildet.

## Werke (Auswahl)
- Der Schwur, Zürich 1949 (unter dem Namen Dimitrije Sidjanski)
- Pony, das Seepferdchen, Einsiedeln [u. a.] 1957
- Wir wollen 2 Beine, Zürich 1958
- Mau, der Katzenkönig, Zürich 1961 (zusammen mit Werner Büchi)
- Pony der große Knirps, Zürich 1961
- Der Clown sagte Nein, Mönchaltorf/Zürich 1962 (zusammen mit Gian Casty)
- Francesco und seine Eselchen, Mönchaltorf 1962
- Pfeif, Murmeli, pfeif, Mönchaltorf 1963
- Das Eichhorn und das Nashörnchen, Mönchaltorf: NordSüd, 1964 (zusammen mit Ralph Steadman)
- Atuk, Mönchaltorf 1965 (zusammen mit Gian Casty).
- Die falschen Flamingos, Mönchaltorf 1967 (zusammen mit Ralph Steadman)
- Der kleine Prinz und sein Kater, Mönchaltdorf 1967 (zusammen mit Ralph Steadman)
- Filipo und sein Wunderpinsel, Mönchaltorf 1968 (zusammen mit Janosch)
- Iwan und die Hexe, Mönchaltorf ZH 1968 (zusammen mit Toma Bogdanovic)
- Der Wolf und das Zicklein, Mönchaltorf 1968 (zusammen mit Max Velthuijs)
- Mau mao miau, Mönchaltorf 1969
- Zwei Katzen in Amerika, Mönchaltorf 1970 (zusammen mit Ralph Steadman)
- Das grüne Männchen 737, Mönchaltorf 1971 (zusammen mit Maurice Kenelski)
- Federn, nichts als Federn, Mönchaltdorf 1976 (zusammen mit Susi Bohdal)
- Die Maus, die an das Gute glaubte, Mönchaltdorf [u. a.] 1979 (zusammen mit Yvonne Rothmayr)
- Leb wohl, kleiner Vogel, Mönchaltdorf [u. a.] 1983 (zusammen mit Dorothée Duntze)
- Der rote Mohn von Monte Cassino, Mönchaltdorf/Schweiz 1983 (zusammen mit Tony Vinzens)
- Der Ruf des Silbervogels, Stuttgart 1985 (zusammen mit Frank Ruprecht)
- Dezember und seine Freunde, Ravensburg: Otto Mayer, 1986 (zusammen mit Dušan Kállay)
- Die Weihnachtsperle, Gossau, Zürich 2001 (zusammen mit Alexander Reichstein)
- Atuk. Illustrationen Józef Wilkoń. Zürich: NordSüd, 2008 (Meinem Sohn Davy Ugljesa gewidmet.)

## Übersetzungen
- Hans Christian Andersen: Die Schneekönigin, Mönchaltorf 1968
- Herbert E. Bates: Achilles der Esel, Winterthur 1962